# Poenale sanctie
De poenale sanctie was een strafvorm die in zowel Nederlands-Indië als Suriname bestond.

## Nederlands-Indië
De poenale sanctie was een onderdeel van de koelieordonnantie van 1880, uitgevaardigd om contractarbeiders te werven voor de buitengewesten, zoals Sumatra, waar de tabaks- en de rubberplantages in opkomst waren. Op Java met zijn chronische bevolkingsoverschot waren alleen mensen die buiten het arbeidsproces stonden, bereid om naar Sumatra te gaan. De ervaring leerde echter, dat deze mensen een lage arbeidsmoraal hadden. De plantagehouders moesten hen een minimumloon betalen, maar de mannen verschenen onregelmatig. Ook het handhaven van discipline was bijna onmogelijk. Daarom werd in de Koelie-ordonnantie bepaald, dat een planter zijn koelies onbeperkt strenge straffen mocht opleggen die hij zelf geschikt vond, inclusief boetes. De planter was nu politie en rechter. De basis voor de straffen kon van alles zijn zoals luiheid, belediging of weglopen van de plantage. Door de poenale sanctie werd afranseling erg gewoon op de plantages in Nederlands-Indië. De (inlandse) opzichters waren van mening dat zonder deze afranselingen de 'domme en onwillige' koelies niet aan het werk te krijgen waren.
De vrouwelijke koelies werden eveneens onmenselijk behandeld. Zo werd er in het pamflet "De miljoenen uit Deli" van mr. J. van den Brand, een Nederlandse advocaat te Medan, een voorbeeld genoemd van een 15- of 16-jarig Javaans meisje dat urenlang naakt aan een kruis in de tropenzon was gebonden. Om flauwvallen tegen te gaan, was er sambal op haar vagina gesmeerd. De rechtvaardiging voor deze straf zou zijn geweest dat het meisje de voorkeur zou hebben gegeven aan de belangeloze liefde van een man van haar stam boven de 'rijksdaalderliefde' van een op de plantage werkzame blanke.  
Rond 1900, toen de ethische politiek opkwam,  kwam er veel kritiek en werd gepleit voor meer positieve arbeidsprikkels, zoals variabel loon. Maar de sanctie werd pas in 1931 afgeschaft.

## Suriname
Na de afschaffing in Suriname van de slavernij in 1863 werden vooral in Nederlands-Indië en Brits-Indië contractarbeiders geworven. Deze arbeiders verbonden zich door contract aan poenale sanctie. Die hield in dat voor contractbreuk geen burgerrechterlijke, maar strafrechtelijke bepalingen van kracht waren en bijvoorbeeld een plantage-eigenaar aan arbeiders zolang deze onder contract stonden zware straffen kon opleggen. Bij verordening van 8 september 1947 (GB no. 140) werd met ingang van 1 januari 1948 de poenale sanctie officieel in Suriname afgeschaft. De poenale sanctie is het meest bekend vanwege het gebruik bij contractarbeiders uit Brits-indië, maar werd al ingevoerd toen, nog tijdens de slaventijd, de eerste Chinese arbeiders kwamen.

## Betekenis
- Poenaal betekent: betrekking hebbend op straf of boete en is verwant aan penaal (zie ook penalty)
- Sanctie betekent ook straf